# Vigny (Val-d'Oise)
Vigny é uma comuna francesa na região administrativa da Ilha de França, no departamento do Vale do Oise. Estende-se por uma área de 6.56 km². Em 2010 a comuna tinha 1 109 habitantes (densidade: 169,1 hab./km²).